# Conan der Cimmerier

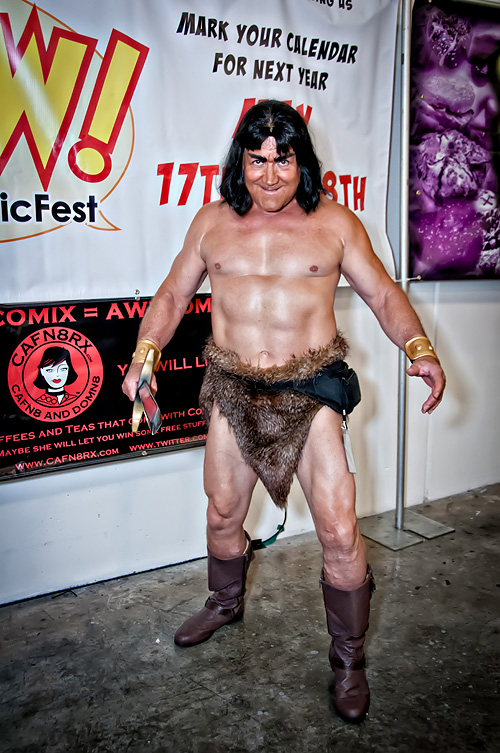
Cosplayer, verkleidet als Conan der Barbar

Conan der Cimmerier ist eine fiktive Figur von Robert E. Howard, die 1932 in einer Reihe von Fantasy-Geschichten im Weird Tales Magazin auftrat. Adaptiert wurde die Figur in weiteren Büchern, Comics, Filmen, TV-Serien und Computerspielen.

## Persönlichkeit
Conan wird als lebenserfahrener, weitgereister Mann beschrieben, der von seiner cimmerischen Herkunft begünstigt dem Kriegshandwerk nachgeht. Demnach übt er sich als Söldner, Pirat, Kriegsherr, Dieb und ernennt sich später selbst zum König.
Er gilt als erfahrener Kämpfer, geborener Anführer, Taktiker, Stratege, verfügt wegen seiner weiten Reisen über eine große Allgemeinbildung und spricht mehrere Sprachen fließend, „sodass selbst Gelehrte über die linguistische Begabung der Cimmerier erstaunt gewesen wären.“
So kennt Conan die Bräuche, Sprache und Religionen seiner Umgebung und weiß auch die unbekannte Natur zu lesen.
Er kennt den vergessenen Gott Jhebbal Sag und dessen geheime Zeichen, weiß, welcher Piraten-Codex ihn zum Kapitän macht, wie ein Drache oder ein Hügelmädchen nach ihrem Wesen oder Kultur handeln werden, und lediglich Magie und untergegangene Zivilisationen sind ihm fremd.
Dann tritt Conans Forschungsdrang in den Vordergrund, der so weit gehen kann, dass er ungeachtet der Umstände Begleiterinnen wie Olivia in einer Dschungelruine oder Valeria in einer verlassenen Stadt herumsitzen lässt, um die Architektur untergegangenen Zivilisationen zu ergründen.
Auch in Frost-Giant's Daughter verspricht er der Göttertochter Atali, sie so lange zu verfolgen, dass selbst wenn er sie aus den Augen verliere, jeden Hügel und jeden Stein im arktischen Nordheim umdrehe, um zu erfahren, wer und was sie ist.
Sein Humor kann als ironisch schwarz, teils derb beschrieben werden.
Bei seinen Gefährten gilt er als überaus ehrbar und aufrichtig, was oft mit seiner cimmerischen Herkunft begründet wird, die wiederum von seinen Gegenspielern zum Anlass genommen wird, Conan zu unterschätzen.
Wiederkehrend gelingt es Conan, augenscheinlich überlegene Charaktere, die ihn auf Grund seiner Herkunft unterschätzen, mit einer List zu übertrumpfen.
So versucht die Devi (hier ‚Herrscherin‘) Yasmina, ihn wegen seiner kriegerischen Fähigkeiten durch Erpressung für sich zu gewinnen, gerät jedoch in Conans Gefangenschaft; oder die Geliebte des Satrap, Naferati, die Conan einen eifersüchtigen Liebhaber vorgaukelt, um einen magischen Ring zu stehlen, wird von Conan durchschaut, sodass er den Ring in seinen Besitz bringt, noch bevor der Leser davon erfährt.
In The Scarlet Citadel thematisiert Howard die Bedeutung von Kunst, und während König Conans Widersacher zu dem Schluss kommen, dass Künstler nur Utopisten seien, gibt König Conan an, dass Kunst länger erhalten bleibe als Könige und Reiche.
In Red Nails, nach Howards eigener Aussage bester Versuch die Zivilisationsproblematik zu beschreiben, durchschaut Conan wegen seiner naturwissenschaftlichen Betrachtung die Perversion zweier Kriegsparteien, die in einer überdachten Stadt leben, die sie selbst nicht bauten, um sich um Räume und Gänge zu bekriegen, während eine Herrscherin ihre Lebenskraft verlängert, indem sie die weibliche Stadtbevölkerung opfert.
Freunde und Gefährten sehen dabei wegen Conans Verhalten durch seine barbarische Herkunft und kriegerische Erscheinung hindurch.
Olivia, die in Shadows in the Moonlight von Conan aus der Sklaverei befreit wird, gleicht stetig ihr Hörensagen über Cimmerier mit Conan ab, bis sie sich letztendlich in ihn verliebt.
In The Scarlet Citadel gibt Conan als Begründung für eine von ihm bearbeitete Karte an, dass er sie zum besseren Verständnis der Welt für die Menschen zeichne.
Conans Ritterlichkeit, die er selbst auch als cimmerischer Verhaltenscodex angibt, ist deutlich in The Slithering Shadow beschrieben, wo er seiner Begleiterin Natala das letzte Wasser in der Wüste überlässt, ihr treu ergeben einer Verführung der attraktiven Thalis widersteht, um dann letztendlich Natala vor einem Dämon zu retten.
Auf Natalas abschließenden Vorwurf, dass sie nur in die Situation gekommen seien, da Conan einen Blick auf Thalis geworfen habe, wischt er dies mit der derben Bemerkung vom Tisch, „dass selbst wenn Wassermassen die Erde verschlängen, Frauen noch Zeit fänden für ihre Eifersucht“.
Die Fokussierung auf das Wesentliche in Wort und Tat und seine naturalistische Betrachtung der Dinge ist Conans Charakterkern.
Howard benutzt den Begriff Barbar als Bild für den unverdorbenen Menschen, der sich nicht durch Schein oder Scharade, ob durch Magie, Götter oder Fortschritt (Zivilisation), blenden lässt, dadurch sein Ziel erreicht und der Welt seinen Willen aufzwingt.

## Erscheinungsbild
Conan wurde von Howard als schwarzhaarig, blauäugig und düster in Blick und Erscheinung beschrieben, wobei er das englische Wort ‚melancholies‘ benutzte, was gleichzeitig als tiefsinnig oder auch melancholisch verstanden werden kann. Er wird stets als düster, ernst, massiv und gigantisch in Erscheinung beschrieben, und auch wenn andere Charaktere von seiner Körpergröße sind, so doch niemals von seiner Statur.
In Kampf und Tat tritt vor allem Conans Gewandtheit und Schnelligkeit in den Vordergrund, die oft mit der eines Panthers verglichen wird, sein muskulöser Körperbau hingegen eher, wenn es um seine Erscheinung geht.
So wird Conan als König von Aquilonien als „großer Mann, mit mächtigen Schultern, weiter Brust, Stiernacken und muskelbepackten Armen und Beinen“ beschrieben: „Seine Augenbrauen rahmten tief und wild die vulkanisch blauen Augen, die voller Feuer waren. Sein dunkles, vernarbtes, fast finsteres Gesicht war dies eines Mannes des Krieges und die samtweichen Gewänder konnten nicht die Linien seiner gehärteten, gefährlichen Muskeln verbergen.“
In Kleidung und Tracht passt sich Conan der jeweiligen Umgebung und den Umständen an. Die ikonische Darstellung von Conan als Barbar mit freier Brust und Fell-Lendenschurz ist das Resultat von Adaptionen.

## Hyborisches Zeitalter

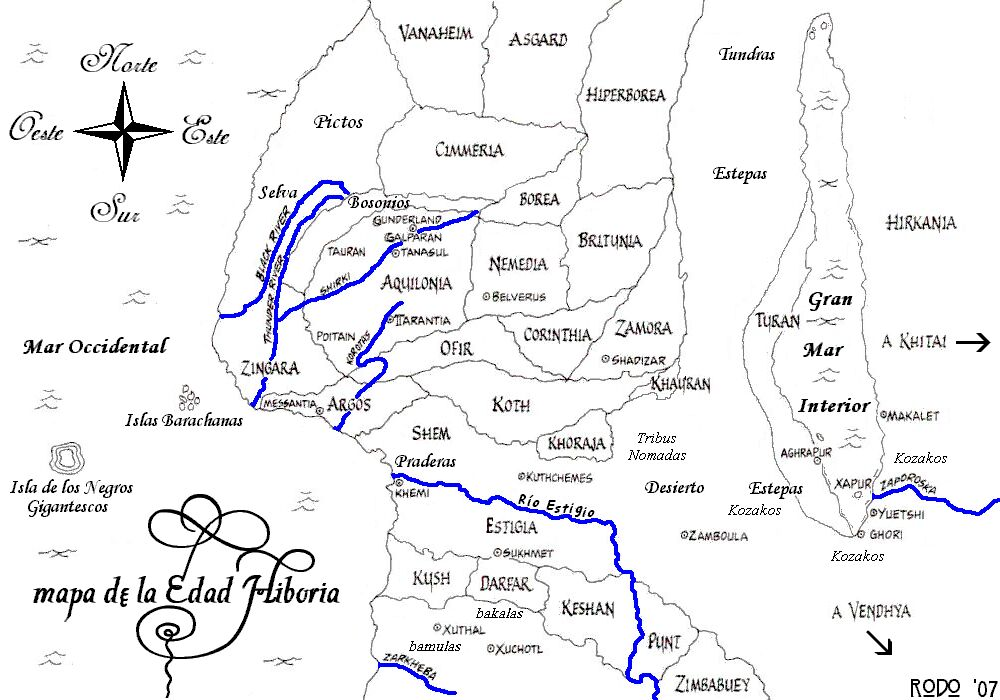
Karte von Hyboria in spanischsprachiger Beschriftung

Howard entwarf eine fiktive Weltentstehung, in der Conan im Hyborischen Zeitalter auftritt. Er selbst nannte keine Jahreszahl, sondern setzte das Hyborische Zeitalter zwischen den Untergang von Atlantis und der Entstehung antiker Zivilisationen an.
Spätere Autoren interpretierten Conans Zeitalter, basierend auf dem damaligen Stand der Wissenschaft, auf ca. 10.000 v. Chr., das wiederkehrend in Adaptionen zu finden ist. Der Howard-Forscher Dale Rippke setzt die Zeit stattdessen auf 32.500 v. Chr. an. Die unterschiedlichen Datierungen resultieren aus verschiedenen Interpretationen der glacier ages, die laut Howard dem Hyborischen Zeitalter folgen. Während Rippke diese als das Letzteiszeitliche Maximum interpretiert, verstehen es andere als eine von Lewis Spence angenommene Kaltzeit um 7.000 v. Chr.
H. P. Lovecraft erwähnt als Hommage an seinen Freund und Kollegen Howard in der Novelle Der Schatten aus der Zeit (geschrieben 1934/35) einen cimmerischen Häuptling Crom-Ya (eine Anspielung auf den cimmerischen Gott Crom), der um 15.000 v. Chr. lebte.
Karten von Hyboria wurden in deutschen Ausgaben von Erhard Ringer verfeinert und mit mehr Details ausgestattet.

## Entstehungsgeschichte
Die frühesten Erwähnungen Howards von Conan finden sich in Briefen an H. P. Lovecraft.
Im April 1932 erwähnt Howard Lovecraft gegenüber: „Ich arbeite an einem neuen Charakter und mit ihm einer neuen Epoche – dem Hyborischen Zeitalter, welches die Menschheit vergessen hat, jedoch sich in klassischen Namen und korrumpierten Mythen wiederfindet. Wright [Lektor bei Weird Tales] hat das meiste der Serie abgelehnt, aber ich konnte ihm eine verkaufen – ‚The Phoenix on the Sword‘ –, welche von den Abenteuern König Conans des Cimmeriers und seinem Reich Aquilonien handelt.“
In einer anderen Abschrift schreibt Howard: „Wright hat eine weitere der ‚Conan der Cimmerier‘-Serie gekauft, ‚The Tower of the Elephant‘, die im spinnenverfluchten Juwelturm von Zamora der Verfluchten spielt, in der Conan noch dem Beruf des Diebes nachgeht, bevor er König wurde.“
Einem Fan will Howard später erzählt haben: „Conan wuchs einfach in meinem Kopf vor ein paar Jahren, als ich mich in einer kleinen Grenzstadt [Mission] am Rio Grande befand. Ich habe ihn nicht konzeptioniert entworfen. Er hat sich einfach aus dem Nichts in meinen Kopf geschlichen und dazu gebracht, an seinen Sagen und Abenteuern zu arbeiten.“
So existiert das Gedicht Cimmeria von Howard, welches er 1932 an Emil Petaja schickte mit der Formulierung: Geschrieben in Mission, Texas, Februar 1932; inspiriert durch die Erinnerung an das Hügelland über Fredericksburg, gesehen durch die Nebel eines Winterregens.
Die Geschichte, die vom „Weird Tales“-Magazin gekauft wurde (The Phoenix on the Sword), war eine unverkaufte „König Kull“-Geschichte mit dem Titel By This Axe I Rule, die Howard mit Conan umbesetzte und in dessen Welt ansiedelte.

## Einflüsse
Howard selbst hatte phasenweise verschiedene Interessengebiete, vor allem eine keltische Phase von 1928 bis 1930, in der er sich mit irischen Geschichte, Legenden und Gedichten auseinandersetzte. Er schrieb mehrere Geschichten mit gälischen Helden, die von Land und Clan ausgestoßen wurden und wahrscheinlich zu Conans gälischer Namensgebung beitrugen.
Weitere Interessensgebiete umfassten klassische Autoren bis hin zu amerikanischer Geschichte.
Howards Zivilisationskritik, die in Conan oftmals thematisiert wird und sich in mehreren Charakteren Howards wiederfindet, finden sich in seinem historischen Quellmaterial wieder, in denen sich Autoren aus fortschrittlichen Zivilisationen mit weniger weit entwickelten Kulturen beschäftigten und gleichfalls den eigenen Fortschritt kritisch beleuchteten (siehe z. B. Germania (Tacitus), in der auch der Stamm der Kimmerer, engl. Cimmerians, auftaucht).
Letztendlich interessierte sich Howard für Mythen und Mythenentstehung. Es lassen sich daher Parallelen zu verschiedenen klassischen und mittelalterlichen Sagen bei Conan wiederfinden, so z. B. in The Frost Giant's Daughter, das sowohl an die griechische Sage von Daphne und Apollo erinnert sowie Elemente der nordischen mittelalterlichen Walkürenvorstellung in sich trägt.
In der Geschichte Red Nails lässt er eine Stadtbevölkerung die Stadt nicht verlassen, da sie Angst vor den Drachen hat, die um die Stadt herum leben. Howard setzt die Angst vor dem Drachen, die einst in einer faktischen Kreatur bestand, sprichwörtlich als Mythos der Stadtbewohner um, die nicht wissen, dass diese Drachen längst ausgerottet wurden und somit den Herrschenden als Mittel dient, die Bevölkerung zu beeinflussen, um die brutale Stadt nicht zu verlassen und sich dem Willen der Herrschenden zu beugen.
Ferner pflegte Howard Briefkontakt zu H. P. Lovecraft, sodass Elemente beider Autoren in ihren Arbeiten auftauchten. Es ist daher nicht ungewöhnlich, dass von verschiedenen Lesern die ursprünglichen Fassungen der Conan-Erzählungen in den Cthulhu-Mythos eingeordnet werden.
Ein großer Einfluss auf die weiblichen Charaktere bei Howard wird seiner Mutter zugeschrieben sowie der als starke Frau beschriebenen Lehrerin Noyalinye Price, mit der Howard von 1934 bis 1935 ein Verhältnis hatte und welche die stereotypische Frauenrolle als Hausfrau und Mutter kategorisch ablehnte.
Zwar sind Howards Frauencharaktere bei Conan nicht mehr oder minder als männliche Nebencharaktere Geschichtselemente, jedoch entsprechen sie keineswegs proklamierten Rollenvorstellungen von Howards Zeit. Er thematisiert die Rollenproblematik mehrfach in seinen Werken und lässt Conan in Red Nails Stellung dazu nehmen; siehe auch dazu Conans erste große Liebe, die Korsarin Belit, welche als Kapitän der Schrecken der Meere des Hyborischen Zeitalters war.

## Geschichte

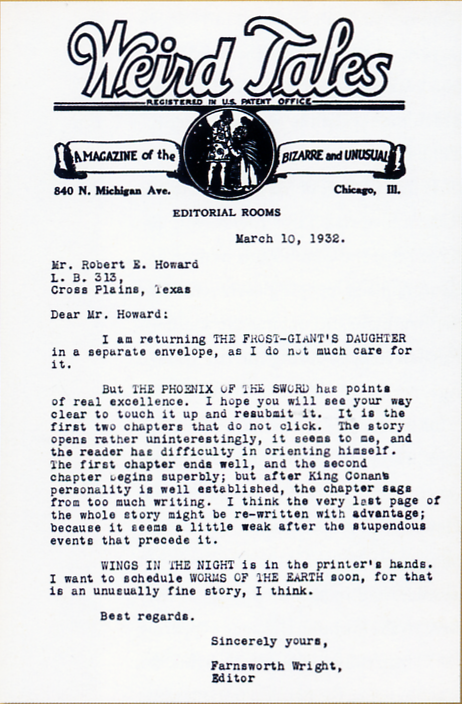
Absage von Farnsworth Wright des Weird Tales Magazin an Robert E. Howard

Conan der Cimmerier trat zum ersten Mal in der Geschichte The Phoenix on the Sword des Weird Tales Magazin im Dezember 1932 auf, weiterhin in The Scarlet Citadel im Januar 1933.
Die gleichzeitig eingereichte Geschichte The Frost Giant's Daughter wurde abgelehnt.
Von Geldsorgen getrieben, um seine kranke Mutter zu versorgen, bediente Howard in weiteren Conan-Geschichten den Markt des Pulp-Genres und passte seinen populären Helden Conan dessen Bedürfnissen an.
So schrieb er Conan als Kriminalgeschichten, Piratengeschichten, Grenzgeschichten (Final Frontier) oder in orientaler Umgebung.
Durch den Erfolg von The Tower of the Elephant schrieb Howard bis zu seinem Selbstmord 1936 21 Conan-Geschichten für das Weird Tales-Magazin, von denen 17 veröffentlicht wurden.
Nach seinem Tod kam es zu Nachlassproblemen und viele andere Autoren und Lektoren nahmen sich des Helden an oder editierten Howards Fassungen.
Howards Geschichten traten daher nur im Zusammenhang mit Weird Tales-Sammlungen auf, so in der Gnome Press Edition der 1950er, die als erste Hardcover-Edition gilt, welche die Originalgeschichten mit unveröffentlichten Arbeiten Howards publizierte, dabei jedoch auch Howards Manuskripte für den Charakter Conan editierte oder Howards Geschichten umschrieb. Dieser Praxis ging auch Howard nach, da er marktorientiert schrieb; in diesen Fällen jedoch waren die Geschichten schon mit anderen Helden und Zeitepochen von Howard veröffentlicht.
The Trail of the Blood-Stained God (bekannt auch als The Curse of the Crimson God), Hawks Over Egypt, Three-Bladed Doom und The Way of the Swords tauchen daher als Conanerzählungen unter den Titeln The Blood Stained God, Hawks Over Shem, The Road of the Eagles (oder Conan, Man of Destiny) und Three-Bladed Doom (oder The Flame Knife) auf.
Während bis in die 1970er Howard aus der breiten öffentlichen Wahrnehmung verschwand, blieb Conan vor allem in Comic-Adaptionen von Marvel Comics und Dark-Horse-Comics bis hin zu Comicstrips in Zeitungen einer größeren Masse in steter Erinnerung.
Von 1966 bis 1977 veröffentlichte die Lancer/Ace-Edition von deCamp und Carter das Material aus der Gnome Press Edition mit weiteren eigenen Geschichten und Cover-Bildern von Frank Frazetta, die weitgehend das Bild Conans einer neuen Generation prägten.
1982 erschien der erste Film Conan der Barbar, doch endete die angestrebte Filmreihe bereits nach der Fortsetzung Conan der Zerstörer 1984. Im selben Jahr kam Conan: Hall of Volta als erstes Computerspiel für Atari und Commodore 64 heraus, und verschiedene TV-Adaptionen folgten in den 1990ern.
Ende der 1970er-Jahre erhöhte sich dann die Nachfrage nach Howards Originalmanuskripten.
Seit der Lancer/Ace-Edition (1966–1977) werden entweder die überarbeiteten Werke oder Howards Originalwerke in verschiedenen Editionen, jedoch nie beide zusammen veröffentlicht.
Namhaft sind hier vor allem die Berkley Edition (1977) und die Wandering Star/Del Rey Edition (2003–2005). Letztere stellte mit historischer Akribie die Originalmanuskripte her und fügte bislang nicht veröffentlichtes Material von Howard den Volumen bei.

### Veröffentlichung imWeird-Tales-Magazin
1. The Phoenix on the Sword – Ausg. 20, Nr. 6, Dezember 1932
2. The Scarlet Citadell – Ausg. 21, Nr. 1, Januar 1, 1933
3. The Tower of the Elephant – Ausg. 21, Nr. 3, März 1933
4. Black Colossus – Ausg. 21, Nr. 6, Juni 1933
5. The Slithering Shadow (auch: Xuthal of the Dusk) – Ausg. 22, Nr. 3, September 1933
6. The Pool of the Black One – Ausg. 22, Nr. 4, Oktober 1933
7. Rogues in the House – Ausg. 23, Nr. 1, Januar 1934
8. Shadows in the Moonlight (auch: Iron Shadows of the Moon) – Ausg. 23, Nr. 4, April 1934
9. Queen of the Black Coast – Ausg. 23, Nr. 5, Mai 1934
10. The Devil in Iron – Ausg. 24, Nr. 2, August 1934
11. The People of the Black Circle – Ausg. 24, Nr. 3–5, September–November 1934
12. A Witch Shall Be Born – Ausg. 24, Nr. 6, December 1934
13. Jewels of Gwahlur (Howards Originaltitel: The Servants of Bit-Yakin) – Ausg. 25, Nr. 3, März 1935
14. Beyond the Black River – Ausg. 25, Nr. 5–6, März–Juni 1935
15. Shadows in Zamboula (Howards Originaltitel: The Man-Eaters of Zamboula) – Ausg. 26, Nr. 5, November 1935
16. The Hour of the Dragon – Ausg. 26, Nr. 6 und Ausg. 27, Nr. 1–4, Dezember 1935, Januar–April 1936
17. Red Nails – Ausg. 28, Nr. 1–3, Juli, September, Oktober 1936

#### Abgelehnte Conan-Erzählungen
- The Frost-Giant's Daughter – umbenannt in „The Gods of North“ mit dem Helden Amra of Akbitana. Veröffentlicht 1934 im The-Fantasy-Fan-Magazin.
- The Black Stranger – umbenannt in „Swords of the Red Brotherhood“ mit dem Piraten Black Vulmea. Nicht editierte Version veröffentlicht 1976 in Black Vulmea's Vengeance (Grant/Zebra Books)
- The God in the Bowl – nicht editierte Originalversion erst 2002 veröffentlicht in Conan of Cimmeria, Volume One (Wandering Star).
- The Vale of the Lost Women – veröffentlicht 1967 in Magazine of Horror.

#### Andere Werke von Howard zu Conan
- Wolves Beyond the Border – Geschichte ohne Conan. Fragment. Vervollständigt von de Camp. Veröffentlicht 1967 in Conan the Usurper
- The Hyborian Age – Essay von 1932. Veröffentlicht 1938 in The Hyborian Age
- Cimmeria – Gedicht von 1932. Veröffentlicht 1965 in The Howard Collector

## Adaptionen
Als bekannteste Figur von Robert E. Howard kann die Figur Conan auch in zahlreichen Comics wiedergefunden werden, u. a. von Marvel Comics und Dark Horse, in Deutschland unter anderem im Magazin die Sprechblase des Hethke Verlages, bei Condor und bei Panini erschienen. Einer Ausgabe dieses Verlags entstammt auch die Figur der Red Sonja, die in den Romanen der eigentlichen Serie in dieser Form nicht vorkommt. Conan und Red Sonja hatten auch gelegentliche Auftritte in den Marvel-Comics, wo sie mit den dort vorkommenden Heldenfiguren interagierten.
2004 veröffentlichte Mongoose Publishing ein Conan-Rollenspiel mit zahlreichem zusätzlichen Begleitmaterial. Das Spiel wird wegen Lizenzproblemen seit 2009 nicht mehr weiterentwickelt und gilt mittlerweile als ausverkauft.
2008 erschien das offiziell lizenzierte Brettspiel Conan – Zeitalter der Kriege, in Deutschland vertrieben vom Heidelberger Spieleverlag.

## Einflüsse auf andere Werke
Howards Vorlage in der Beschreibung seines Helden lieferte vielen Autoren Anregungen für eigene Barbaren. So nannte Roland Emmerich Howard als einen der Haupteinflüsse auf seinen Film 10.000 B.C. Die Conan-Illustrationen von Frank Frazetta haben das Design von He-Man beeinflusst. Die Ähnlichkeiten zwischen beiden Figuren führte 1989 zu einem Rechtsstreit, den Mattel gewann. Auch die von Zeichner Jaime Brocal Remohi geschaffenen Figuren Kronan (aus den frühen 1970er Jahren) und Taar (ab 1976) sind angelehnt an Howards Barbaren-Figur. Conan wurde auch oft parodiert, beispielsweise von Sergio Aragonés, der 1982 die Figur des einfältigen Barbaren Groo the Wanderer entwickelte, oder von Pratchett mit seinem gealterten Helden Cohen, dem Barbaren.

## Ausgaben

### Liste der deutschen Conan-Ausgaben (Heyne Verlag)
Die Autoren der Conan-Romane neben Howard sind:
Lyon Sprague de Camp, Lin Carter, Andrew Offutt, Poul Anderson, Karl Edward Wagner, Björn Nyberg, Robert Jordan, John Maddox Roberts, Steve Perry, Roland J. Green, Leonard Carpenter, Sean A. Moore, John C. Hocking
Die Bücher wurden in diversen Auflagen bzw. Varianten vom Heyne Verlag veröffentlicht bzw. wiederveröffentlicht.
So erschienen einige Bände bereits zwischen 1970 und 1972 in gekürzter Version, übersetzt von Fritz Möglich mit Titelbildern von Herbert Bruck:
1. Conan, 1970, ISBN 3-453-30096-3, Conan, 1967, (Howard & Carter & de Camp)
2. Conan von Cimmeria, 1970, ISBN 3-453-30099-8, Conan, 1967, (Howard & Carter & de Camp)
3. Conan der Freibeuter, 1970, ISBN 3-453-30101-3, Conan the Freebooter, 1968, (Howard & de Camp)
4. Conan der Wanderer, 1971, ISBN 3-453-30119-6, Conan the Wanderer, 1968, (Howard & Carter & de Camp)
5. Conan der Abenteurer, 1971, ISBN 3-453-30126-9, Conan the Adventurer, 1968, (Howard & de Camp)
6. Conan der Krieger, 1971, ISBN 3-453-30136-6, Conan the Warrior, 1967, (Howard & de Camp)
7. Conan der Usurpator, 1971, Conan the Usurper, 1967 (Howard & de Camp)
8. Conan der Eroberer, 1972, ISBN 3-453-30152-8, Conan the Conqueror, 1967, (Howard & de Camp)
9. Conan der Rächer, 1972, ISBN 3-453-30160-9, Conan the Avenger, 1968, (Nyberg & de Camp)
10. Conan von den Inseln, 1972, ISBN 3-453-30172-2, Conan of the Isles, 1968, (Carter & de Camp)
11. Conan der Bukanier, 1972, ISBN 3-453-30180-3, Conan the Buccaneer, 1971, (Carter & de Camp)

Zwischen 1982 und 1987 wurden die bereits erschienenen Bände von Lore Strassl neu übersetzt und weitere Bände veröffentlicht. In dieser Version mit gelbem Einband wurden Motive aus den beiden Verfilmungen mit Arnold Schwarzenegger für die Umschlagsgestaltung gewählt.
Ab 1990 wurde die Einbandgestaltung von Gelb auf Schwarz geändert. Die Titelbilder zeichnete Thomas Thiemeyer. Die Übersetzung übernahm bei den neu erschienenen Bänden Edda Petri. Ab 1992 wurden die ersten 14 bereits vergriffenen Bücher in optisch angepasster Aufmachung neu aufgelegt:
1. Conan, 1982, ISBN 3-453-30805-0, Conan, 1967, (Howard & Carter & de Camp)
2. Conan und der Zauberer, 1983, ISBN 3-453-30943-X, Conan and the Sorcerer, 1978, (Offutt)
3. Conan der Söldner, 1983, ISBN 3-453-30959-6, Conan the Mercenary, 1980, (Offutt)
4. Conan und das Schwert von Skelos, 1982, ISBN 3-453-30867-0, Conan: The Sword of Skelos, 1979, (Offutt)
5. Conan und der Spinnengott, 1983, ISBN 3-453-30969-3, Conan and the Spider God, 1980, (de Camp)
6. Conan von Cimmerien, 1982, ISBN 3-453-30806-9, Conan of Cimmeria, 1969, (Howard & Carter & de Camp)
7. Conan der Rebell, 1983, ISBN 3-453-30978-2, Conan the Rebel, 1980 (Anderson)
8. Conan der Pirat, 1982, ISBN 3-453-30812-3, Conan the Freebooter, 1968, (Howard & de Camp)
9. Conan und die Straße der Könige, 1983, ISBN 3-453-30867-0, Conan: The Road of Kings, 1979, (Wagner)
10. Conan der Wanderer, 1982, ISBN 3-453-30841-7, Conan the Wanderer, 1968, (Howard & Carter & de Camp)
11. Conan der Abenteurer, 1983, ISBN 3-453-30936-7, Conan the Adventurer, 1966, (Howard & de Camp)
12. Conan der Freibeuter, 1983, ISBN 3-453-30911-1, Conan the Buccaneer, 1971, (Carter & de Camp)
13. Conan der Krieger, 1983, ISBN 3-453-30920-0, Conan the Warrior, 1967, (Howard & de Camp)
14. Conan der Schwertkämpfer, 1982, ISBN 3-453-30818-2, Conan the Swordsman, 1970, (de Camp & Carter & Nyberg)
15. Conan der Thronräuber, 1984, ISBN 3-453-30988-X, Conan the Usurper, 1697 (Howard & de Camp)
16. Conan der Befreier, 1982, ISBN 3-453-30825-5, Conan the Liberator, 1979, (de Camp)
17. Conan der Eroberer, 1984, ISBN 3-453-31005-5, Conan the Conqueror, 1967, (Howard & de Camp)
18. Conan der Rächer, 1984, ISBN 3-453-31051-9, Conan the Avenger, 1968, (Nyberg & de Camp)
19. Conan von Aquilonien, 1984, ISBN 3-453-31070-5, Conan of Aquilonia, 1977 (de Camp)
20. Conan von den Inseln, 1984, ISBN 3-453-31080-2, Conan of the Isles, 1968, (Carter & de Camp)
21. Conan der Barbar (Buch zum Film), 1982, ISBN 3-453-30835-2, Conan the Barbarian, 1982, (Carter & de Camp)
22. Conan der Verteidiger, 1986, ISBN 3-453-31119-1, Conan the Defender, 1982 (Jordan)
23. Conan der Unbesiegbare, 1985, ISBN 3-453-31136-1, Conan the Invincible, 1982 (Jordan)
24. Conan der Zerstörer (Buch zum Film) 1984, ISBN 3-453-02009-X, Conan the Destroyer, 1984 (Jordan)
25. Conan der Unüberwindliche, 1985, ISBN 3-453-31177-9, Conan the Unconquered, 1983 (Jordan)
26. Conan der Siegreiche, 1985, ISBN 3-453-31213-9, Conan the Triumphant, 1983 (Jordan)
27. Conan der Prächtige, 1986, ISBN 3-453-31355-0, Conan the Magnificent, 1984 (Jordan)
28. Conan der Glorreiche, 1987, ISBN 3-453-31370-4, Conan the Victorious, 1984 (Jordan)
29. Conan der Tapfere, 1989, ISBN 3-453-31393-3, Conan the Valorous, 1985 (Roberts)
30. Conan der Furchtlose, 1990, ISBN 3-453-03930-0, Conan the Fearless, 1984, 1986 (Perry)
31. Conan der Renegat, 1990, ISBN 3-453-03931-9, Conan the Renegade, 1986 (Carpenter)
32. Conan der Champion, 1994, ISBN 3-453-04283-2, Conan the Champion, 1987 (Roberts)
33. Conan der Herausforderer, 1990, ISBN 3-453-04501-7, Conan the Defiant, 1987 (Perry)
34. Conan der Marodeur, 1994, ISBN 3-453-04510-6, Conan the Marauder, 1987 (Roberts)
35. Conan und der Schatz des Tranicos, 1982, ISBN 3-453-05861-5, The Treasure of Tranicos, 1953, (Howard & de Camp)
36. Conan und der Flammendolch, 1992, ISBN 3-453-05863-1, The Flame Knife, 1955, (Howard & de Camp)
37. Conan der Draufgänger, 1992, ISBN 3-453-06235-3, Conan the Bold, 1989 (Roberts)
38. Conan der Wagemutige, 1993, ISBN 3-453-06238-8, Conan the Valiant, 1988 (Green)
39. Conan der Kriegsherr, 1993, ISBN 3-453-06583-2, Conan the Warlord, 1988 (Carpenter)
40. Conan der Held, 1989, ISBN 3-453-07244-8, Conan the Hero, 1989 (Carpenter)
41. Conan der Unbezähmbare, 1994, ISBN 3-453-07263-4, Conan the Indomitable, 1989 (Perry)
42. Conan der Angreifer, 1994, ISBN 3-453-07790-3, Conan the Raider, 1986 (Carpenter)
43. Conan der Landsknecht, 1995, ISBN 3-453-07996-5, Conan the Freelance, 1990 (Perry)
44. Conan der Schreckliche, 1995, ISBN 3-453-08004-1, Conan the Formidable, 1990 (Perry)
45. Conan der Große, 1996, ISBN 3-453-08539-6, Conan the Great, 1989 (Carpenter)
46. Conan der Beschützer, 1996, ISBN 3-453-09492-1, Conan the Guardian, 1991 (Green)
47. Conan das Schlitzohr, 1996, ISBN 3-453-10977-5, Conan the Rogue, 1991 (Roberts)
48. Conan der Jäger, 1997, ISBN 3-453-11948-7, Conan the Hunter, 1994 (Moore)
49. Conan am Dämonentor, 1998, ISBN 3-453-12690-4, Conan At The Demon's Gate, 1994 (Green)
50. Conan der Gladiator, 1998, ISBN 3-453-13354-4, Conan the Gladiator, 1995 (Carpenter)
51. Conan und die Amazone, 1999, ISBN 3-453-14028-1, Conan and the Amazon, 1995 (Roberts)
52. Conan und der Smaragd-Lotus, 1999, ISBN 3-453-14935-1, Conan and the Emerald Lotus, 1995 (Hocking)
53. Conan der Ausgestossene, 2001, ISBN 3-453-15615-3, Conan the Outcast, 1990 (Carpenter)
54. Conan der Gnadenlose, 2001, ISBN 3-453-17228-0, Conan the Relentless, 1992 (Green)

Das Conan Universum, 1992, ISBN 3-453-05859-3, Erhard Ringer (Herausgeber), Das Handbuch zum Conan-Universum mit Karten, Chronologie, Hintergrundmaterial und Poster

### Deutsche Neuauflagen der englischen Originaltexte
1. Conan, Meisterwerke der Fantasy, 2003, Heyne ISBN 3-453-87061-1, Robert E.Howard's Complete Conan Of Cimmeria – Volume One (1932–1933), 2002
2. Conan 1, 2003, Heyne ISBN 3-453-52069-6, Robert E. Howard's Complete Conan Of Cimmeria – Volume One (1932–1933), 2002
3. Conan 2, 2006, Heyne ISBN 3-453-52071-8, The Bloody Crown of Conan, 2003
4. Conan 3, 2007, Heyne ISBN 3-453-52073-4, The Conquering Sword of Conan, 2005
5. Conan - Band 1, 2015, Festa ISBN 978-3-86552-387-7 (Hardcover: ISBN 978-3-86552-389-1)
6. Conan - Band 2, 2015, Festa ISBN 978-3-86552-390-7 (Hardcover: ISBN 978-3-86552-392-1)
7. Conan - Band 3, 2015, Festa ISBN 978-3-86552-393-8 (Hardcover: ISBN 978-3-86552-395-2)
8. Conan - Band 4, 2015, Festa ISBN 978-3-86552-396-9 (Hardcover: ISBN 978-3-86552-398-3)
9. Conan - Band 5, 2015, Festa ISBN 978-3-86552-399-0 (Hardcover: ISBN 978-3-86552-400-3)
10. Conan - Band 6, 2015, Festa ISBN 978-3-86552-402-7 (Hardcover: ISBN 978-3-86552-404-1)

### Nicht übersetzte Conan-Ausgaben
1. Conan and the Treasure of Python, 1993 (Roberts)
2. Conan and the Manhunters, 1994 (Roberts)
3. Sagas of Conan, 2004 (de Camp & Carter & Nyberg)

#### Adventures of Conan
(Alle von Robert Jordan)
1. The New Adventures of Conan, 1985
2. The Conan Chronicles, 1995
3. The Conan Chronicles II, 1997
4. The Further Chronicles of Conan, 1998

## Comics
Bereits 1970 veröffentlichte Marvel-Comics unter Roy Thomas und Barry Windsor-Smith die ersten Comics um den schwertschwingenden Barbaren. Bis ins Jahr 2000 erschienen hier diverse Geschichten in verschiedenen Serien. 2003 gingen die Rechte an Dark Horse Comics, welche wiederum bis 2018 verschiedene Geschichten veröffentlichten. Für 2019 konnte sich Marvel erneut die Rechte an dem Barbaren sichern.
Aufgrund des in Europa abweichenden Urheberrechts erschien 2018 in Frankreich im Glénat-Verlag eine eigenständige zwölfteilige Comicserie um Conan, basierend auf den originalen Geschichten.
Diese erscheint in Deutschland seit Dezember 2018 bei Splitter.
- Conan der Barbar, Superhelden Comic-Taschenbuch, 49 Bände, 1979–1996, Condor Verlag[39]
- Conan der Barbar, Comic-Album, 10 Bände, 1979–1985, Condor Verlag[40]
- Mad Nr. 163 (deutsch), 1982, Karikatur des ersten Kinofilms von Don Martin: Grobian das Dromedar[41]
- Conan der Barbar, Hardcover, 6 Bände, 1982–1986, Norbert Hethke Verlag, Band 1, Nachdruck 1996[42]
- Die Sage von Conan, 3 Bände, 1988, Splitter[43]
- Marvel Comic Exklusiv, Band 10, 16, 20, 21 & 22, Condor, 1990–1993
- Conan der Barbar, 7 Bände, 2001–2002, Panini[44]
- Conan, 6 Bände, 2002–2003, Panini[45]
- Die Abenteuer von Conan, Hardcover, 3 Bände, 2005–2007, Panini
- Conan, 19 Bände 2006–2013, Panini[46]
- The Savage Sword of Conan (deutsch), 4 Bände plus 0-Ausgabe, 2017 Hachette[47]
- Conan der Cimmerier, seit 2018, Splitter
- Conan/Wonder Woman, Panini 2018[48]
- Conan der Barbar Classic Collection, seit 2019, Panini
- Conan der Barbar, seit 2019, Panini
- Conan – Der Schlangenkrieg, 2020, Panini
- Conan – Kampf um die Schlangenkrone, 2021, Panini
- Conan Newspaper Comics Collection, seit 2022, Panini

## Verfilmungen
- Kinofilme

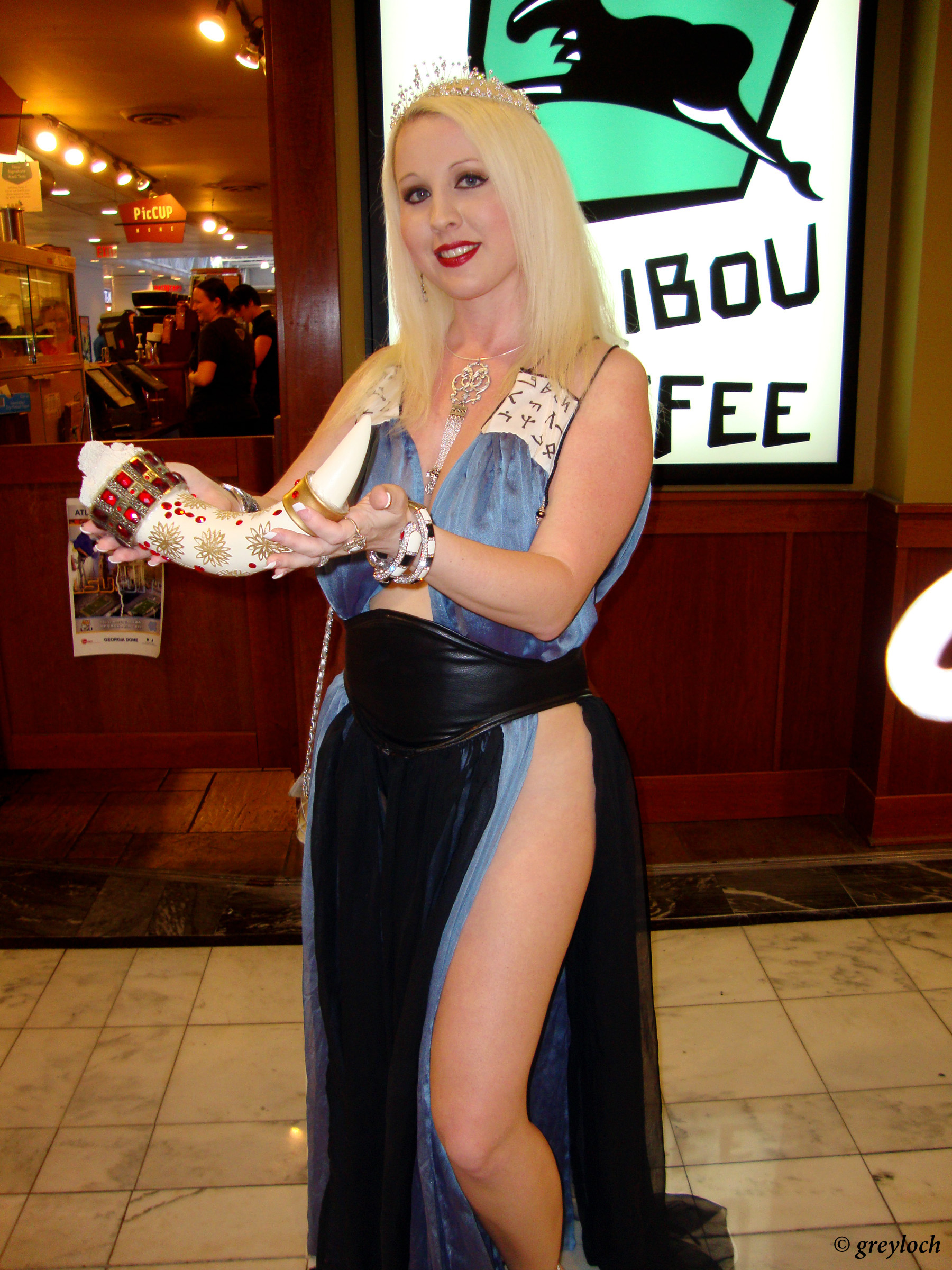
Cosplayerin verkleidet als Prinzessin Jehnna aus Conan der Zerstörer

  - Conan the Barbarian (Conan der Barbar), 1982, Regie John Milius, mit Arnold Schwarzenegger (Conan), James Earl Jones, Max von Sydow und Sandahl Bergman
  - Conan the Destroyer (Conan der Zerstörer), 1984, Regie Richard Fleischer, Skript Roy Thomas, mit Arnold Schwarzenegger, Grace Jones, Wilt Chamberlain, Mako
  - Conan – Red Nails, 2010 als Zeichentrickfilm begonnen, der bisher unveröffentlicht bzw. unvollendet blieb.[49]
  - Conan the Barbarian (Conan),[50] 2011, Regie Marcus Nispel, mit Jason Momoa (Conan), Stephen Lang, Nonso Anozie, Saïd Taghmaoui

- TV-Serien
  - Conan, der Abenteurer, 1997, Realfilm-Serie mit Ralf Möller, Danny Woodburn, Robert McRay, Jeremy Kemp, T. J. Storm[51]
  - 1992 Conan, der Abenteurer und 1993 Conan und seine tapferen Freunde, Zeichentrickserien

Im Februar 2018 wurde bekannt, dass bei Amazon an einer Conan-Serie gearbeitet wird. Miguel Sapochik soll dabei Regie führen, Ryan Condal das Drehbuch verfassen und ebenso wie Warren Littlefield als Ausführender Produzent der Serie fungieren.

## Videospiele

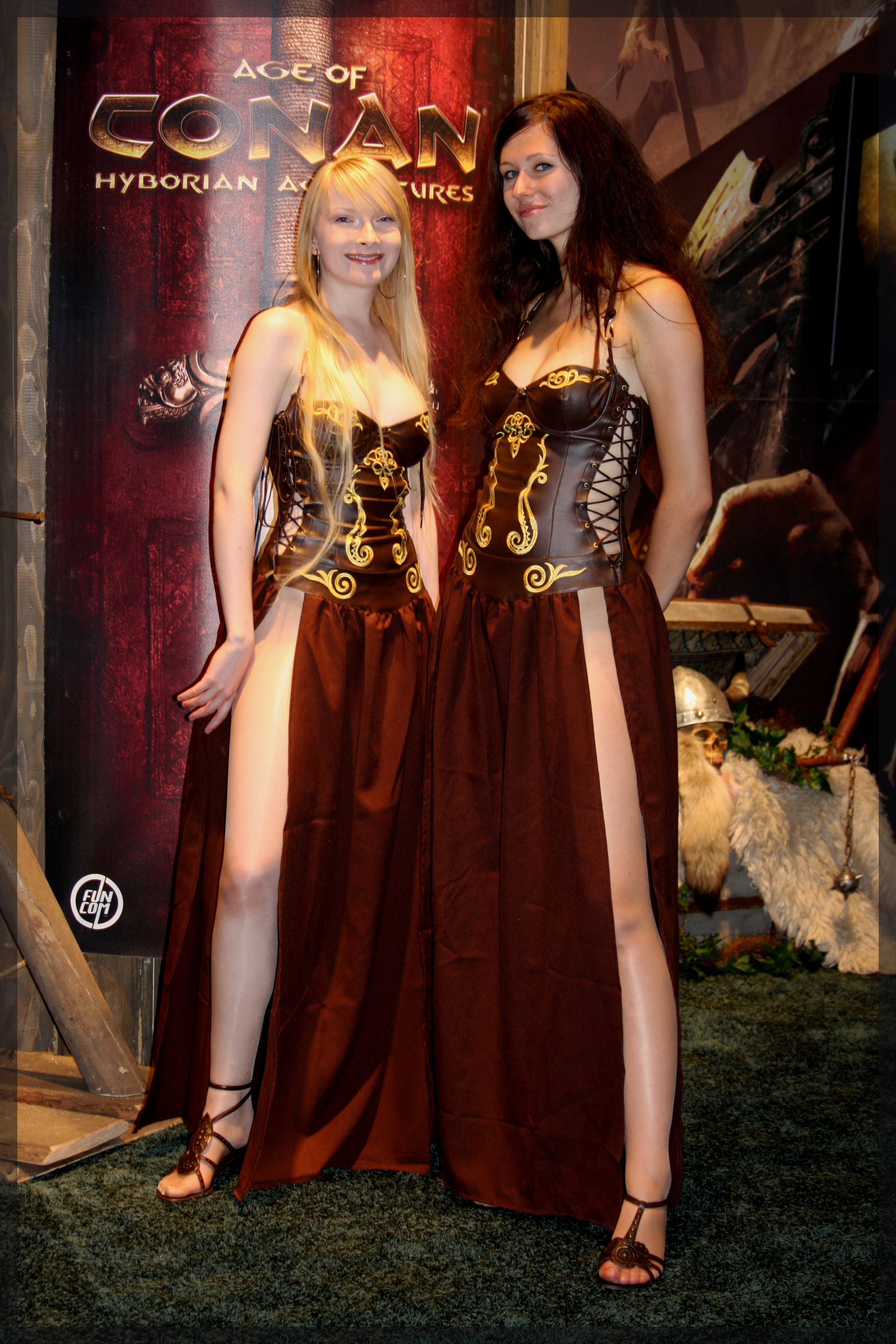
Messehostessen als Hyborierinnen von Age of Conan

- Conan – Hall of Volta (1984)[25]
- Conan the Cimmerian (1991)[53]
- Conan (2004)[54]
- Conan (2007)[55]
- Age of Conan (2008)[56]
- Conan Exiles (2017)

## Gesellschaftsspiele
- Conan, das Rollenspiel, 2004 Mongoose Publishing[57]
- Conan – Zeitalter der Könige, 2008 Heidelberger Spieleverlag[58]
- Conan, the Boardgame, 2015 Monolith Edition[59]
- Conan – Adventures in an Age Undreamed Of, 2017 Modiphius Entertainment[60]

## Hörspiele
Die Delta-Music veröffentlichte unter dem M-Music Label vier Hörspiele um Conan.
- Silanas Rache
- Im Banne von Seth
- Tod in Acheron
- Das Herz des schlafenden Gottes

## Trivia
- Da das Bakterium Deinococcus radiodurans sehr widerstandsfähig ist, wird es auch Conan, das Bakterium genannt.[62][63]
- Im Holozän-Kalender von Cesare Emiliani entspricht das Jahr Null dem Jahr 10.001 vor Christus. Seine Epoche liegt damit im fiktiven Hyborischen Zeitalter.